# East Brookfield
East Brookfield és una població dels Estats Units a l'estat de Massachusetts. Segons el cens del 2005 tenia 2.190 habitants.

## Demografia
Segons el cens del 2000, East Brookfield tenia 2.097 habitants, 778 habitatges, i 599 famílies. La densitat de població era de 82,3 habitants/km².
Dels 778 habitatges en un 32,6% hi vivien nens de menys de 18 anys, en un 65,7% hi vivien parelles casades, en un 8,2% dones solteres, i en un 22,9% no eren unitats familiars. En el 18,9% dels habitatges hi vivien persones soles el 9,6% de les quals corresponia a persones de 65 anys o més que vivien soles. El nombre mitjà de persones vivint en cada habitatge era de 2,7 i el nombre mitjà de persones que vivien en cada família era de 3,07.
Per edats la població es repartia de la següent manera: un 25,6% tenia menys de 18 anys, un 6,3% entre 18 i 24, un 30% entre 25 i 44, un 24,7% de 45 a 60 i un 13,3% 65 anys o més.
L'edat mediana era de 39 anys. Per cada 100 dones de 18 o més anys hi havia 96,2 homes.
La renda mediana per habitatge era de 51.860 $ i la renda mediana per família de 57.500$. Els homes tenien una renda mediana de 41.739 $ mentre que les dones 28.250$. La renda per capita de la població era de 22.629$. Entorn del 2,8% de les famílies i el 3,9% de la població estaven per davall del llindar de pobresa.